# شهور سريانية

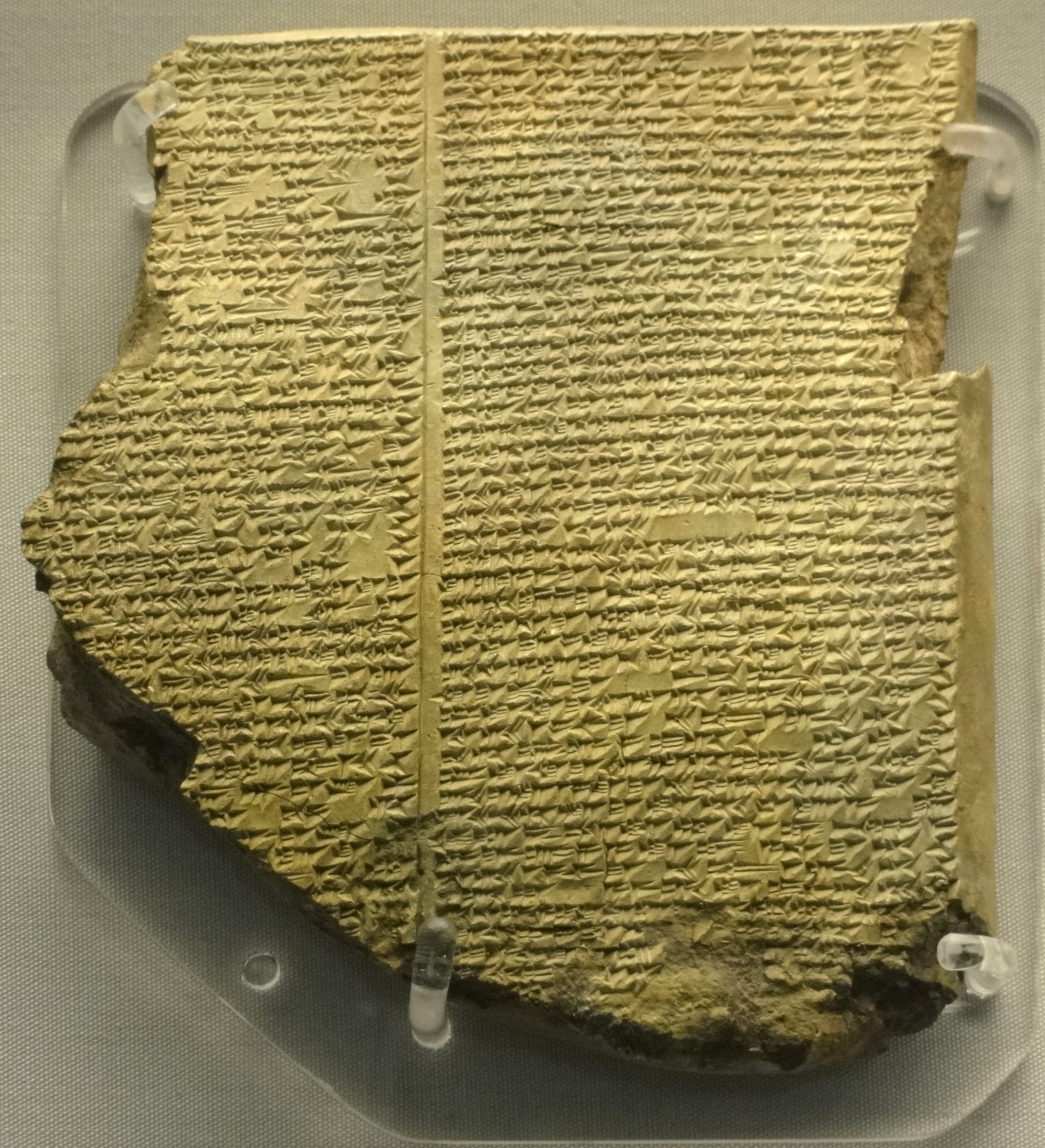
مكتبة آشور بانيبال / لوح الطوفان / لوح جلجامش

الشُّهور السّريانيَّة أو الشُّهور الرّافديَّة أو الشهور الرومية هو تقويم شمسي مؤلف من 12 شهرًا أصولها في اللغة الأرامية، كانت مستعملة قبل الإسلام عند العرب، [محل شك]. كانت مستعملة في بعض أرجاء الوطن العربي إلى أن استبدلتها بعض الدول العربية بالأشهر الإنجليزية مثل السودان، أو بالأشهر الفرنسية في المغرب العربي [بحاجة لمصدر]، قال الأزهري: العرب تقول: السنة أربعة أزمان، ولكل زمن منها ثلاثة أشهر. وهي فصول السنة: منها فصل الصيف وهو فصل ربيع الكلأ: آذار، ونيسان، وأيار. ثم بعده فصل القيظ: حزيران، وتموز، وآب. ثم بعده فصل الخريف: أيلول، وتشرين الأول، وتشرين الثاني. ثم بعده فصل الشتاء: كانون الأول، وكانون الثاني، وشباط. هذا التقويم هو المعتمد رسميًا في دول المشرق العربي (سوريا وفلسطين والأردن ولبنان والعراق). وهي كالآتي:

## جدول بالأشهر وما يقابلها بالسريانية
| الفصل  | السريانية | العربية      | الوصف                     | المبارك | الشهر الغربي | المرقم حسب الأشهر الغربية |
| ------ | --------- | ------------ | ------------------------- | ------- | ------------ | ------------------------- |
| الربيع | ܢܝܣܢ      | نَيْسَان        | شهر السعادة               | إنليل   | أبريل        | 4                         |
| الربيع | ܐܝܪ       | أَيَّار         | شهر الحب                  | هايا    | مايو         | 5                         |
| الربيع | ܚܙܝܪܢ     | حَزِيرَان       | شهر البناء                | سين     | يونيو        | 6                         |
| الصيف  | ܬܡܘܙ      | تَمُّوز         | شهر الحصاد                | تموز    | يوليو        | 7                         |
| الصيف  | ܐܒ\ܛܒܚ    | آب           | شهر نضج الثمار            | شاماش   | أغسطس        | 8                         |
| الصيف  | ܐܝܠܘܠ     | أَيْلُول        | شهر نثر البذور            | عشتار   | سبتمبر       | 9                         |
| الخريف | ܬܫܪܝܢ ܐ   | تِشْرِين ٱلْأَوَّل  | شهر العطاء                | آنو     | أكتوبر       | 10                        |
| الخريف | ܬܫܪܝܢ ܒ   | تِشْرِين ٱلثَّانِي | شهر إيقاظ البذور المدفونة | مردوك   | نوفمبر       | 11                        |
| الخريف | ܟܢܘܢ ܐ    | كَانُون ٱلْأَوَّل  | شهر الحمل                 | نيرغال  | ديسمبر       | 12                        |
| الشتاء | ܟܢܘܢ ܒ    | كَانُون ٱلثَّانِي | شهر الراحة                | ناشو    | يناير        | 1                         |
| الشتاء | ܫܒܛ       | شُبَاط         | شهر الطوفان               | رامان   | فبراير       | 2                         |
| الشتاء | ܐܕܪ       | آذَار         | شهر الأرواح الشريرة       | روخاتي  | مارس         | 3                         |

## الشهور السريانية
ينقل القلقشندي في كتابه صبح الأعشى في صناعة الإنشا عن الشيخ إبراهيم الدهشوري أبياتا يذكر فيها هذه الشهور التي تبدأ حسب التقويم السرياني بشهر أيلول فيقول:

## ارتباطها الثقافي العربي

### بالنصوص العربية الكلاسيكية
ذُكرَت أسماء الشهور في العديد من النصوص العربية القديمة، منها:
- بديع الزمان الهمذاني، في المقامة الدينارية، إذ قال: «ثُمَّ تَنَاقَشَا وَتَهَارَشَا حّتَّى قُلْتُ: لِيَشْتُمْ كُلٌّ مِنْكُمَا صَاحِبَهُ، فَمَنْ غَلَبَ سَلَبَ، وَمَنْ عَزَّ بَزَّ، فَقَالَ الإِسْكَنْدَرِيُّ: يَا بَرْدَ العَجُوزِ، يَا كُرْبَةَ تَمُّوزَ، يَا وَسَخَ الكُوزِ».[6]
- قصيدة نقلها القلقشندي في كتابه صبح الأعشى في صناعة الإنشا.[5]
- ما أورده القمي: «واعلم أن الشهور الرومية شهور شمسية يؤخذ حسابها من مسير الشمس، وهي اثنا عشر شهرًا كما يلي: تشرين الأول، تشرين الآخر، كانون الأول، كانون الآخر، شباط، آذار، نيسان، أيار، حزيران، تموز، آب، أيلول»[7]

### بالأمثال العربية في بلاد الشام
ارتبطت هذه الأشهر بالأمثال الشعبية المتعلقة بمواسم الزراعة والحصاد والأمطار والطقس، ومن هذه الأمثال:
- شباط ما عليه رباط (لأن شباط شديد التقلب بين الدفء والبرودة والمطر والصحو، إذ تسطع شمسه ويصفو جوه ويشيع فيه الدفء ثم فجأة يهب الريح ويعم البرد والمطر).
- شباط الخبّاط ما عليه رباط.
- شباط لباط روايح الصيف فيه.
- آذار أبو الزلازل والأمطار.
- آذار الغدار.
- إذا إجت (كان المحصول غزيراً) وراها آذار، وإذا أمحلت وراها آذار.
- خبي فحماتك (او حطباتك) الكبار لعمك آذار (دلالة على استمرار موسم البرد في آذار).
- آذار أبو تلجات كبار.
- مطر نيسان بيحيي الإنسان.
- أيار توت ومشمش وخيار.
- بين تشرين الأول وتشرين الثاني صيف ثاني.
- إيلول ذنبو مبلول (أواخر شهر أيلول تغمره الأمطار).
- في حزيران بتصير الذرة مثل الخيزران.
- تموز يفور الماء في الكوز.
- آب اللهاب.
- آب اقطف العنب ولا تهاب. (في شهر آب يبلغ الحر ذروته، وتنضج الكثير من الفواكه مثل العنب والتين والصبر والبطيخ والشمام وغيرها. ويدعو المثل إلى قطف العنب في هذا الشهر والإنسان مطمئن إلى أنه ناضج وحلو الطعم وطيب المذاق).
- أيلول ذيله مبلول.
- إجى كانون تختبى ببيتك يا مجنون (دلالة على البرد).
- هواء كوانين(كانون الأول والثاني) يخرق المصارين (يخترق الأمعاء الداخلية).
- بعد كانون الشتا بِهون.

## طالع أيضًا
- الشعب الآشوري
- اللغة الآرامية
- تقويم يهودي